# Carlone (Künstlerfamilie)
Die Carlone sind eine in Mitteleuropa weitverzweigte Familie mit vielen bedeutenden Persönlichkeiten, die ursprünglich aus der Gegend zwischen Comer See und Luganersee stammt. Dort werden sie als „Artisti dei laghi“ bezeichnet, denen eine ganze Reihe von Kunstbüchern gewidmet ist, die den Untertitel „Itinerari europei“, europäische Wanderarbeiter oder auch Wanderkünstler tragen.
Man kann sie in folgende Zweige einteilen:
1. Die Künstlerfamilie Carlone aus dem Dorf Scaria (heute: Lanzo d’Intelvi) zwischen Comer See und Luganersee hat über Jahrhunderte hinweg bedeutende Künstler -- Architekten bzw. Maurermeister, Stuckateure und Fresken- und Tafelbildmaler -- im Zeitalter des Barock und Rokoko hervorgebracht.
Meist waren es Wanderkünstler, die den Winter in ihrem Heimatort verbrachten. Einige Zweige der Familie ließen sich aber auch für Generationen in Österreich, hauptsächlich in der Steiermark nieder.
Dem österreichisch-steirischen Zweig dieser Familie sind folgende Künstler zuzurechnen:
- Antonio Carlone d. Ä., Altes Rathaus (Bozen), 1597/98.
- Antonio Carlone d. J. (1622–1664), Maurermeister in Wien.
- Archangelo Carlone (etwa 1560–1630), Baumeister in Graz.
- Bartolomeo Carlone (vermutlich † 1717) Stuckateur und Bildhauer im Stift St. Florian, Passau, Stift Schlierbach, Spital am Pyhrn, Linz a.d. Donau, Kefermarkt, Mauthausen.
- Carlo Carlone (1686–1775), Maler in Weingarten, Brühl bei Köln (Schloss Augustusburg), Wien (Palais Daun-Kinsky, Oberes Belvedere), Ansbach, Großsiegharts, Lambach, Linz a.d. Donau, Ludwigsburg, Heimsheim, Einsiedeln, Prag, Breslau.
- Carlo Antonio Carlone (1635–1708), Baumeister in Passau, Pöllau, Admont, St. Florian, Schlierbach, Wels-Bad Wimsbach, Baumgartenberg, Eisenstadt, Freistadt, Garsten, Kremsmünster, Reichersberg, Ried i.d. Riedmark, Rohrbach, Ansfelden, Wien (Schottenkirche, Kirche zu den neun Engelschören)
- Carlo Martino Carlone (1616–1667), Baumeister in Wien (Hofburg Leopoldinischen Trakt), Eisenstadt.
- Diego Francesco Carlone (1674–1750), Stuckateur in St. Florian, Kremsmünster, Lambach, Linz, Salzburg, Weingarten, Ansbach, Ludwigsburg, Passau, Amberg, Einsiedeln.
- Domenico Carlone (1615–1679), Baumeister in Wien (Hofburg Leopoldinischer Trakt), Schloss Petronell.
- Domenico Antonio Carlone Stuckateur in Amberg, Linz, St. Florian
- Giovanni Battista (Johann Baptist) Carlone († um 1707), Stuckateur, Bildhauer und Baumeister in Passau, Garsten, Christkindl, Reichersberg, Ried i.d. Riedmark, Schlierbach, Spital am Pyhrnpass, Vöcklabruck, Straubing, Vilshofen a.d. Donau, Pfarrkirchen, Waldsassen, Amberg, Pfarrkirche St. Johannes in Dingolfing
- Josef Carlone (1678–1739), Maurermeister in Graz, Tobelbad, St. Jakob im Freiland.
- Joachim Carlone (1653–1713), Maurermeister in Graz, Pöllau, Rottenmann, Admont.
- Peter Carlone Baumeister in Leoben, Admont, Evers, Mautern. Er baute zwischen 1600 und 1613.
- Peter Franz Carlone (Pietro Francesco Carlone; † 1680 oder 1681), Baumeister in Leoben, St. Georgen am Längsee, St. Kathrein a. d. Laming, Seckau, Gurk, Schlierbach, Garsten, Linz, Passau.
- Pietro Carlone, der älteste steirische Carlone; erstellte zu Kreuz in Kroatien 1556 Befestigungsbauten.
- Sebastian Carlone der Ältere (* vor 1570, † nach 1612), Bildhauer und Architekt in Graz und Seckau.
- Sebastian Carlone der Jüngere, Architekt in Wien (Mariahilfer Kirche).
- Silvestro Carlone, der Wiener (1610–1669/1671), Stadtbaumeister in Wien (Schottenkirche, St. Michael).
- Silvester Carlone, der Prager (* 1708 oder 1709), Baumeister in Prag (Kloster Strahow), Mühlhausen in Böhmen.

2. Die Künstlerfamilie Carlone aus dem Dorf Rovio (auch zwischen Comer See und Luganersee gelegen) hat ebenfalls bedeutende Künstler im Zeitalter des Barock und Rokoko hervorgebracht.
- Giovanni Bernardo Carlone (Maler) (1584–1631), Maler
- Giovanni Battista Carlone (Maler) (1603–1684), Maler
- Giovanni Carlone (1636–1713), Maler aus Rovio, Fresken im Stift Schlierbach
- Giovanni Battista Carlone (1580/1590–1645 in Wien), Architekt und Hofbaumeister von Ferdinand II. (HRR)
- Giuseppe Maria Carlone (1646–1695), Architekt und Bildhauer aus Rovio
- Taddeo Carlone (1543–1615), Architekt

3. Seitenzweige des steirischen Teils der Familie Carlone aus Scaria mit dem eingedeutschten Namen „Karlon“ waren Theologen und Politiker; vor allem Prälat Alois Karlon, der zur Wiedererrichtung der Abtei Seckau und zur Schaffung einer katholischen Presse in der Steiermark maßgeblich beitrug.